# 坂越
坂越（さこし）は、兵庫県赤穂市東部の瀬戸内海坂越湾に面する港町。 都市景観大賞（都市景観100選）にも選ばれた伝統的建造物群による古い町並みと、秦河勝聖域の島、生島（いきしま：国の天然記念物、瀬戸内海国立公園特別保護地区、ひょうごの森百選）を包むように広がる美しい坂越湾の眺望で知られる。播州赤穂産『坂越のかき』の養殖生産地である。

## 概要
坂越は四季折々の貴重な行事や祭礼、それに伝わる伝統芸能も数多く保存伝承されており、中でも大避神社の祭礼「坂越の船祭り（瀬戸内海三大船祭り）」は国の重要無形民俗文化財に指定されている。「坂越浦の礎を築いた北前船廻船物語」で平成29年度には手づくり郷土賞を受賞。2018年（平成30年）4月、北前船の西回り（瀬戸内）航路の主要な寄港地として坂越に残る関連文化財7件が日本遺産に認定（日本遺産「荒波を越えた男たちの夢が紡いだ異空間―北前船寄港地・船主集落」日本遺産ポータルサイト）された。
多くの港町の中心主街道が海岸に沿うのに対し、坂越の大道は、内陸の千種川から谷間の坂(鳥居坂)を越えて坂越の浦へと延びる特徴を持つ。
大道には、商家や酒蔵、寺院、北前船主の船屋敷などが軒を連ね、現在でも、その面影を色濃く残す。
町の中心に残る旧坂越浦会所は、江戸時代に赤穂藩主の休息処として利用され、近世には坂越の行政や商業などの事務を執っていた。
ニ階にある観海楼(藩主専用部屋)から見渡せた坂越浦の見事な海の眺望は、近年の高潮対策の埋め立て整備により遠くなっている。
海沿いに建つ屋敷に見られる見事な石積みの土台は、かつては、その間際までが海であった事の名残である。
坂越浦城跡(旧坂越小学校跡地)に整備された船岡公園の高台や、妙見寺観音堂、茶臼山の山頂（標高166ｍ）から見下ろす坂越湾と、生島や家島などの多島美は絶景。。

### 地理
坂越地区は、南で播磨灘・坂越湾に面した港町で、兵庫県の西南端、岡山県との県境で赤穂市から北東方向に直線距離で約4キロメートルに位置している。
東方向には相生湾があり、北東約6キロメートルに相生市がある。北西方向には、JR西日本赤穂線坂越駅が徒歩約15分にあり、千種川の対岸を国道250号が走り、南に面した坂越湾沿いに県道458号と県道32号が走る。海岸は瀬戸内海国定公園内に位置しており、気候は瀬戸内海型気候区に属し、温暖な気候に恵まれている。北東に宝珠山（182メートル）と北西に亀甲山（206メートル）、山地に近い地域で標高は5メートル。

### 年表
- 644年（皇極天皇3年) - 秦河勝、蘇我の入鹿の乱を避け坂越に流れ着く。
- 647年（大化3年) - 秦河勝、坂越にて没し生島に葬られる。
- 793年（延暦12年) - 赤穂郡坂越郷と呼ばれていた（「播磨国赤穂郡坂越神戸両郷解」）
- 1037年（長暦元年） - 古文献に「坂越庄」がはじめて登場する（「平安遺文」）
- 1068年（治暦4年） - 秦河勝に正一位が贈られ、大荒神社を大避神社と改める。
- 1182年（養和元年） - 大避神社が当時の有力な神社である祭神中太神24座に名を連ねる(播磨国総社縁起)。
- 1365年（正平20年） - 児島高徳、妙見寺にて死去。
- 1485年（文明17年） -  赤松氏の乱で宝珠山16坊が焼失。本堂、護法堂、成就坊、谷の坊、龍泉坊、三つ草庵は残る。
- 1564年（永禄7年） - ルイス・フロイス、坂越に寄港し堺行きの船に乗船。
- 1587年（天正15年） - 細川幽齊(藤孝)、九州よりの帰途、坂越に立ち寄る。
- 1724年（享保9年) - 坂越にオランダ船が入港。
- 1889年（明治22年） - 市制・町村制により坂越村が発足
- 1936年（昭和11年） - 町制施行により坂越町が発足
- 1945年（昭和20年） - 坂越に米軍機10機襲が来し、油送船の座礁、坂越国民学校への機銃掃射を行う
- 1950年（昭和25年） - 御崎～坂越の海岸、瀬戸内海国立公園に指定される
- 1955年（昭和30年） - 新坂越橋が完成する
- 1972年（昭和47年） - 播磨灘初の牡蠣の養殖が開始される
- 1982年（昭和57年） - 八祖山バイパス（トンネル）開通する
- 1992年（平成4年） - 坂越地区が赤穂市景観形成地区に指定される
- 1994年（平成6年） - 旧坂越浦会所復元修理完了、公開を開始する
- 1995年（平成7年） - 奥藤銀行を改修して坂越まち並み館を整備
- 1997年（平成9年） - 国土交通省の都市景観100選に選定される
- 2006年（平成18年） - 平成 7(1995) 年から開始の坂越港ふるさと海岸整備が完了
- 2012年（平成24年） - 「坂越の船祭」が国指定重要無形民俗文化財となる
- 2016年（平成28年） - 坂越大橋が完成
- 2018年（平成30年）4月28日 - 「荒波を越えた男たちの夢が紡いだ異空間―北前船寄港地・船主集落」で坂越に残る関連文化財7件が日本遺産に認定される

## 歴史
播磨灘に位置する天然の良港坂越浦には、渡来人であった秦河勝を始め、南朝（南北朝時代）の忠臣であった児島高徳など、多くの偉人伝説が残る。地元に残るそれら人々の伝承記録をみると、坂越が瀬戸内往来の重要な中継地として長くあった事が窺える。
807年（大同2年）、中国からの帰途であった空海、901年（延喜元年）、都から九州の大宰府へ下る途中であった菅原道真、1565年（永禄7年）、長崎・平戸から京都に向かう途中のイエズス会宣教師ルイス・フロイスの他、1587年（天正15年）、九州遠征中の豊臣秀吉を見舞った細川幽斎も、その帰途に坂越に足跡を残す。
17世紀に入ると、瀬戸内海有数の廻船業（西廻り航路）の拠点として発展、奥藤、大西、岩崎、渋谷などの豪商が廻船業を営み、坂越浦には西回り航路用の大型廻船31艘、内海航路用の小型廻船15艘余りが犇いていたという。また、西国大名の参勤交代の港としても使われていた。
この頃の坂越港には、数回にわたってオランダ船の入港記録もあり、1787年（天明7年）には、蘭学者でもあった司馬江漢が坂越に立ち寄っているのが興味深い（『江漢西遊日記』）。
18世紀以降、北前船が停泊する日本海諸港の台頭によって瀬戸内の港町の多くが衰退する中、坂越は「赤穂の塩」を運ぶ北前船の港として明治時代まで栄え、坂越浦から、高瀬舟の発着場があった千種川まで続く「大道（だいどう）」と呼ばれる通りの風格ある町並みは、往時の繁栄を今に伝えている。

### 坂越と景教
坂越にある大避神社には、渡来人であった秦河勝が祀られており、その一族はネストリウス派キリスト教徒の末裔であったという。
日本のキリスト教の研究者によると、日本で最も古くイースターを礼拝したのは、ネストリアンと呼ばれていた景教を崇拝する人々であり、西暦544年（欽明5年）頃には、坂越に教会を築いてイースターを祝っており、日本で最初となる孤児院（悲田院）としての役割をも担っていたのが大避神社であると推測している。事実であれば、ローマカトリックの宣教師であった聖フランシスコ・ザビエルが鹿児島に上陸する1,000年前に景教は坂越に伝来していた事になる。

### 道真伝説
坂越には菅原道真を由来とする地名が多く残る。
『901年（延喜元年）、九州の太宰府に左遷される途中に道真は、潮まちのため、坂越に小船をつけて立ち寄る（大泊・御泊（おおとまり））。歓迎の村人で大騒ぎになる坂越の様子に驚いた道真であったが、思わぬ歓待に心をよくし、暫く坂越に逗留する（洞龍（とうりゅう））。道真は浜の岩（天神岩）に腰をおろし、集まった人々に、讃岐国の国司をしていた時に見た塩造りの話や、京の都話などをして次第に坂越の人と親しくなっていった。』
道真公が去った後、人々は、天神山（北之町）の北野天満宮（現在は大避神社境内に移設）に道真公を祀る。有名な『こち吹かば  匂いおこせよ 梅の花 主なしとて 春を忘るな』は、ここでは、道真公が坂越を離れる時に、坂越の山に咲く梅の花を眺めながら、京を思いつつ、詠んだ歌であるとされている。

### 坂越沖で撃沈された せりあ丸
坂越沖では、太平洋戦争末期に日本本土への石油輸送に成功したことで知られる一隻の大型タンカーがアメリカ海軍機動部隊に空爆を受けて沈没している。
1945年（昭和20年）7月28日、せりあ丸は相生の播磨造船所で貨物船に改造されるため坂越湾に停泊していたが、5時30分頃から始まったアメリカ軍の波状攻撃で船尾楼左舷に爆弾1発を被弾、13時20分再び機関室上部に命中した2発が致命傷となり大火炎に包まれながら生島の西方沖に沈没した。 この空襲では乗組員48人のうち一等機関士や甲板員、調理員など6人が犠牲になった。1948年（昭和23年）5月に引き揚げられ、日立造船桜島工場で改造の後、中東・バーレーンからの石油輸送に活躍した。老朽化に伴って1963年（昭和38年）2月にシンガポールで解体された。（詳細は、せりあ丸を参照）

## 坂越村の所属の変遷
- 1600年（慶長5年） - 姫路藩領
- 1613年（慶長18年） - 岡山藩領
- 1615年（元和元年） - 赤穂藩領

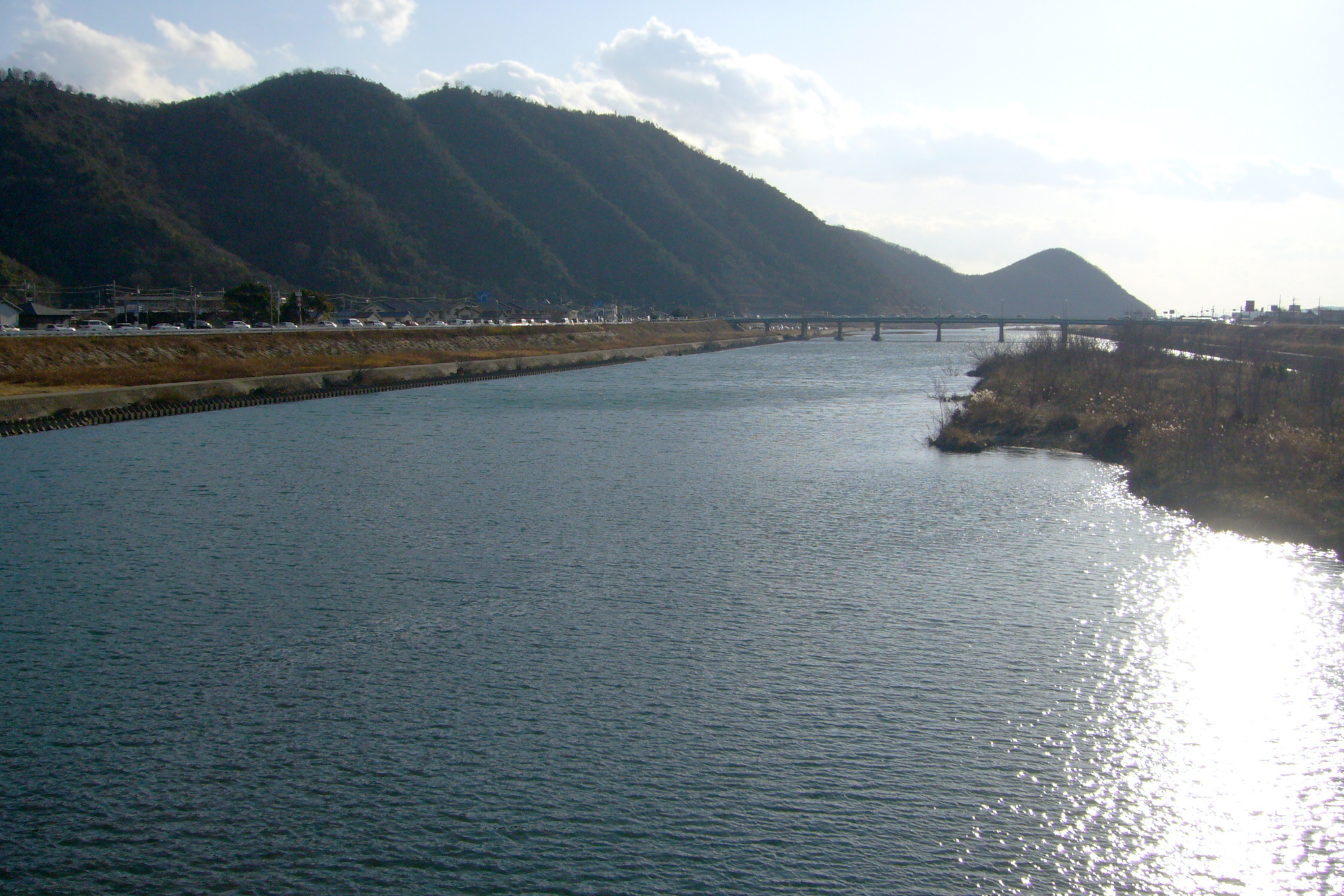
千種川

- 1701年（元禄14年） - 幕府領（浅野内匠守家改易による一時公収）
- 1702年（元禄15年） - 赤穂藩領（明治の廃藩置県まで）

## 学区
市立小・中学校や県内の公立高校に通う場合、学区は以下の通りとなる。
なお近接する岡山県の公立高校への進学は全国募集枠を利用するしかない。
| 番・番地等 | 小学校             | 中学校             | 高等学校        |
| ---------- | ------------------ | ------------------ | --------------- |
| 坂越       | 赤穂市立坂越小学校 | 赤穂市立坂越中学校 | 第4（西播）学区 |

## 特産品
- 牡蠣 - 清流千種川（日本名水百選）の河口に位置し、周囲を森に囲まれた坂越湾一帯は、瀬戸内有数の清浄海域であるため、生産される牡蠣は安全で衛生的な牡蠣として人気がある。主に出荷される牡蠣は、種付けから収穫までが短い1年牡蠣のため、その味わいは海水独特のえぐみやクセがなく、牡蠣を苦手とする人でも食べられる牡蠣として全国の市場で流通する。
- 地酒 - 「忠臣蔵」（「凛」・「QUATRESEPT47」）・「乙女」
  - 奥藤酒造 facebook - 創業は、慶長6年（桃山時代1601年）。現在も操業する酒蔵では、神戸市にある剣菱酒造、伊丹市にある小西酒造に次いで兵庫県で三番目に古く、全国でも有数の歴史を持つ老舗の酒蔵として知られる。ちなみに赤穂浪士が討ち入り前に飲んだという清酒は剣菱。近年、兵庫県立上郡高等学校農業科の生徒が仕込んだ清酒の販売も行っている。

## 港湾・施設
坂越港として地方港湾に指定されているほか、坂越漁港（第一種漁港）がある。
- 赤穂市漁業協同組合 - 坂越かき直販所

## 企業
- アース製薬工場・研究所 - 工場・研究所は1910年（明治43年）以来坂越にあり、かつては本社も置かれていた。現在も実質的な本社として、国内随一の生産拠点となっている。同社の大ヒット商品「ごきぶりホイホイ」など坂越工場発祥の製品は多い。
- ユニチカ - かつては、坂越湾に面して第一工場（現・赤穂化成）、千種川沿いの高野地区に第二工場があり、両工場を隔てる宝珠山を貫くトンネルで繋がれていた。現在は元の第二工場で坂越事業所として稼動する。
- 赤穂化成本社 - 前身は赤穂東浜塩業組合。「赤穂の天塩」、海洋深層水を加工した飲料水「天海の水」、「熱中対策水」などを製造・販売する。
- 奥藤商事 - 赤穂市内唯一の酒蔵である『奥藤酒造』を所有、生産する。

## 名所・旧跡・観光施設
坂越の古い町並み（都市景観100選、日本遺産構成文化財）
- 生島樹林 （国の天然記念物、日本遺産構成文化財、瀬戸内海国立公園、ひょうごの森百選）
  - 秦河勝の墓
- 宝珠山 - 宝珠山～茶臼山登山道（ウォーキングコース）/宝珠山八十八箇所霊場
  - 大避神社-坂越の船祭り（国指定重要無形民俗文化財、瀬戸内海三大船祭り）。2018年（平成30年）4月、祭礼と共に日本最古級と云われる船絵馬などの神社奉納物が日本遺産の構成文化財に認定された。
  - 妙見寺（観音堂・薬師堂・奥の院）- 創建は8世紀中期頃、行基によって開山されたとする真言宗の仏教寺院。『太平記』に登場する児島高徳ゆかりの寺として知られる。宝珠山の中腹にある観音堂からの坂越浦の眺めは絶景。宝珠山霊場、大避神社、妙見寺と併せた坂越のパワースポットとして人気。
  - 妙道寺 - 創建は1532年（享禄5年/天文元年）で、開基者は学西とされる。浄土真宗本願寺派の仏教寺院。坂越で初めての寺子屋。
  - 和田備後守範長公一族五霊位の墓
  - 船岡園 - 1914年（大正3年）に、南北朝時代の内乱で新田義貞と共に足利尊氏と戦った南朝の忠臣児島高徳の550年忌を記念して開設された公園。園内にある高徳の墓の傍らには、彼を崇拝して日清・日露戦争の指揮を執った海軍司令官、東郷平八郎の石碑が建てられている。赤穂の桜の名勝地でもある。
  - 児島高徳朝臣の墓 - 遥拝所[14]
  - 小倉御前（小倉宮）の墓[15] - 石碑
  - 茶臼山城跡 - 嘉吉年間（1441～44年）に山名持豊によって築かれた城跡で、嘉吉の乱（1441年/嘉吉元年）で赤松氏を滅亡させたのち暫くこの城に駐屯していたとされる。
  - 坂越浦城（坂越浦砦・坂越城）跡 - 享徳3年（1454年）山名持豊によって築かれたと云われる城跡。明応4年（1495年）、龍野城主赤松村秀の通城となり、江戸時代には赤穂藩の御番所が置かれていた。その後、1963年（昭和38年）に現校舎に移転するまで坂越小学校があり、一時は1000人を超える生徒数を誇った。
- 天神岩
- 辰巳柳太郎生家 - 顕彰碑「夢」
- 坂越大道 - 千種川の高瀬舟船着き場と坂越の港を結ぶ通り。通りの両側には、坂越で最も往時の面影を残す美しい町並みが続く。近年、古民家を活用したカフェや人気スイーツ店が出店、赤穂の新しい観光スポットになっている。
  - 坂越まち並み館（旧奥藤銀行） - （日本遺産構成文化財）
  - 旧坂越浦会所（観海楼） - （日本遺産構成文化財）
  - 奥藤酒造郷土館
  - 木戸門跡
  - とうろん台
- 黒崎墓所（日本遺産構成文化財、兵庫県指定史跡）-「他所三昧」「船三昧」とも呼ばれ、宝永7年（1710年）から嘉永元年（1840年）頃にかけて、坂越浦海域で航海中に海難や病気などによって客死した人々の集団墓地。出羽・肥前・薩摩など、北は秋田、南は種子島、東は伊豆、西は対馬に至るまでの国内29カ国、約130人が葬られている。現在は大小さまざまな石質からなる墓碑、約60基が残る。
- みかんのへた山古墳（兵庫県指定史跡）- 古墳時代中期（5世紀）に造られた大型の円墳（直径38メートル、高さ4.5メートル）で、坂越浦の鍋島を見下ろす丘陵の頂上に位置し、墳丘には葺石が施されている。名称の由来は、形状が蔕（ヘタ）が付いた蜜柑に似ているからとされる。
- 坂越大泊鉱山跡 - 自然金の他、輝銀、輝銅、ﾏｯｷﾝｽﾄﾘｰ、ﾅｳﾏﾝ、ｼﾞｬﾙﾊﾟ、ﾌｧﾏﾁﾅ銅、ｱｸﾞｲﾗ、雑銀、濃紅銀、石英、黄鉄などの鉱物が確認されている、丸山(アース製薬坂越工場の背後にある)の中腹に残る鉱山跡。1959年（昭和34年）採掘開始～1974年（昭和50年）閉山。初期はロウ石を主に採掘していたが、鉱石から高品位の金が確認された後は、国内有望の金鉱脈として「昭和のゴールドラッシュ」「瀬戸内の金山」として脚光を浴びた。10年余りでその役割を終えたが、2016年（平成28年）に赤穂市域全体が火山の噴火による国内最大規模のカルデラ地形内であることが判明、現在でも残るホッパーなどの鉱山産業遺構が再評価されている。
- 海の駅しおさい市場
  - 牡蠣料理「くいどうらく」
  - 瀬戸内海鮮・おみやげ処「おうみや」
  - 坂越かき直販所 - 赤穂市漁業協同組合が運営する坂越かきの直販所。
- 天塩スタジオ 赤穂 - 塩や味噌造りなどの体験教室や、食育セミナーなどを通して和食文化の発信にと、2016年（平成28年）5月に坂越本社内にオープンしたキッチン付きのイベントスペース。2015年（平成27年）10月にオープンした、天塩スタジオ東京 に続いて2ヵ所目の施設。レンタルスペースとしての貸し出しもある。予約制。
- 坂越緞通工房 - 赤穂緞通の技法を伝承、製作している個人工房。見学は事前に問合せが必要。

## 祭事・催事
- 1月15日 - 坂越・鳥井町の曳きとんど（左義長）- 台車にのせた左義長（とんど）を三味線や鳴り物で音頭をとりながら海岸まで曳航、お囃子や小唄が賑やかに奏でられる中で点火される国内でも珍しい伝統小正月行事。約250年前の明和・安永年間（1764～1781年）の頃に始まったとされ、昭和に入り次第に衰退、戦後は1958年（昭和33年）、1962年（昭和37年）、1975年（昭和50年）、1985年（昭和60年）に4回行われていた。2014年（平成26年）に29年ぶりに復活[16]した後は、3年後となる2017年（平成29年）に行われている。
- 1月下旬から2月上旬頃 - 坂越カキ祭り-現在は、兵庫県立赤穂海浜公園にて「赤穂かきまつり」として開催。2018年（平成30年）度は、2月4日（日）に開催され、1万6000人（主催者発表）が訪れた。
- 4月上旬日曜日 - 船岡園さくら祭り
- 8月上旬日曜日 - いきいき坂越たこまつり-「坂越盆踊り」は赤穂市の無形民俗文化財で17世紀頃から伝わる。2018年（平成30年）度は8月5日（日）17:00頃から開催（赤穂民報「坂越盆踊り」のルーツを探る）。
- 10月第2土・日曜日 - 坂越の船祭り（大避神社船祭り）国の重要無形民俗文化財。瀬戸内海三大船祭りの一つ。
- 坂越の嫁入り[17] - 坂越地区で昭和初期まで続いたとされる婚礼儀式で不定期に行われている。海と山に囲まれた同地区はかつて陸運の便が悪く、女性が嫁入り道具とともに船で嫁いで来る風習があった。2014年（平成26年）、その伝統を継承しようと坂越の嫁入り実行委員会を中心に復活、2018年（平成30年）10月、神戸市の婚礼企画会社が地元とタイアップして事業化した。
- おくとう市 おくとう市 facebook - 奥藤酒造の酒蔵を中心に、2ヶ月に1回（奇数月の最終日曜日）のペースで開催されているイベント。坂越の歴史ある町並み風情をバックに、大正・昭和期を中心としたレトロ感満載の気分が味わえる。

## 出身有名人
- 坂本武（俳優）- 本名・永石武平。坂越の西之町出身。松竹蒲田撮影所で軽妙な脇役として活躍し、短篇喜劇映画を中心に数多くの作品に出演した。小津安二郎監督の作品「喜八もの」では、主人公の喜八を演じて人気を得た。
- 平井正年（日本画家）- 円山派の重鎮今尾景年に師事。花鳥図など得意とし、1916年（大正5年）に皇族（伏見宮家）に献上した屏風絵が称賛を受けたが、そのわずか4年後に36歳でこの世を去った。1951年（昭和26年）から約40年間飾られていた、坂越幼稚園の遊戯室の天井画（赤穂市立歴史博物館所蔵）は遺作。
- 辰巳柳太郎（俳優）- 島田正吾と共に新国劇の屋台骨を支え、1947年（昭和22年）に自身が主演した『王将』（北条秀司脚本）は大ヒットした。のちに丹下左膳など、戦後の東映時代劇で数多くの主演を務めた大友柳太朗や、赤穂事件を描いたNHK大河ドラマ「峠の群像」で大石内蔵助を演じた緒形拳などを輩出した。
- 藤本達夫（水泳選手）- 1960年（昭和35年）ローマオリンピック競泳男子4×200メートル自由形リレー銀メダリスト。1964年（昭和39年）東京オリンピック競泳男子4×100メートル自由形リレー4位。
- 友道康夫（調教師）- 中央競馬栗東トレーニングセンターに所属している調教師。GIレースを制した管理馬には、アドマイヤジュピタ、アンライバルド、ヴィルシーナ、マカヒキ、ヴィブロス、シュヴァルグラン、ワグネリアンなどがいる。
- 後藤仁（日本画家・絵本画家）- 「アジアの美人画」をテーマに描く日本画家・絵本画家。坂越保育所・坂越幼稚園・坂越小学校出身。大阪市立工芸高等学校美術科、東京藝術大学日本画専攻卒業。赤穂市立田淵記念館で展覧会を開く。

## 坂越が登場する資料/記述
- 世阿弥が能の理論をまとめた『風姿花伝』には、蘇我入鹿の難を逃れた河勝が舟で坂越浦に漂着し坂越の地で終焉を迎えたことが書かれている。
- 室町時代の猿楽師金春禅竹の『明宿集』に「播磨の国の南波尺師（ナハシャクシ（坂越））の浦に寄る」の記述がある。
- 『風姿花伝』の記述を元に、哲学者の梅原猛は“舞楽の祖”秦河勝の伝承を基に書き下ろした新作能「河勝」の舞台を坂越としている。
- 『こゝろ』と『道草』の間に書かれた夏目漱石の最後の短編随筆となった『硝子戸の中』に、富士登山の画を送ってきて賛を強要する男として「坂越の男 岩崎某」が登場する。1915年（大正4年）1月13日から2月23日にかけて39回にわたって『朝日新聞』に掲載された。
- 司馬遼太郎は小説『兜率天の巡礼』において坂越の大避神社を登場させ、秦氏がネストリウス派キリスト教徒の末裔であったという物語を創作している。
- 柳田国男『石神問答』 - 石神、塞の神、道祖神をシャクシといい、坂越はシャクシの宛字であるとの記述がある。
- 中沢新一『精霊の王』 - 『猿楽の徒の先祖である秦河勝は、壺の中に閉じ籠もったまま川上から流れ下ってきた異常児として、この世に出現した。この異常児はのちに猿楽を創出し、のこりなくその芸を一族の者に伝えたあとは、中が空洞になった「うつぼ船」に封印されて海中を漂ったはてに、播州は坂越の浜に漂着したのだった・・・』との記述がある。

## 坂越が登場するドラマ/映画/ＣＭ
- 『元禄繚乱』（NHK大河ドラマ。1999年） - 大石内蔵助（18代目中村勘三郎※当時は6代目中村勘九郎）の立ち寄り先として、宝珠山にある妙道寺、妙見寺周辺の他、高瀬舟の発着場のある千種川などで撮影収録された。
- 『愛と死をみつめて』（テレビ朝日ドラマスペシャル。2006年） - 主人公の大島みち子（広末涼子）の実家がある場所として坂越が設定され、坂越浦の街並みなどが登場する。
- 『ほしにねがうこと』<前・後編>（NMB48 8th Single『カモネギックス』CD特典ドラマ。2013年）- 大避神社の他、全編赤穂市内8カ所で撮影。
- サントリーオールフリー『ドライブでオールフリー』松平健篇（2014年）- 海の駅しおさい市場。

## 所在地
〒678-0172 兵庫県赤穂市坂越

## 交通アクセス
- JR赤穂線坂越駅から、坂越港まで徒歩約15分。
- 神姫バス - 定期運行バスの他、指定期間中の土・日・祝祭日は播州赤穂駅と坂越駅を起点に、観光周遊バス『陣たくん号』[18]が、1日3往復で運行されている。木戸門、浜社宅、坂越港下車。

## 周辺情報
- 赤穂温泉
- 御崎（瀬戸内海国立公園）
- 釜崎 - 坂越湾と相生湾を隔てる岬

## ギャラリー

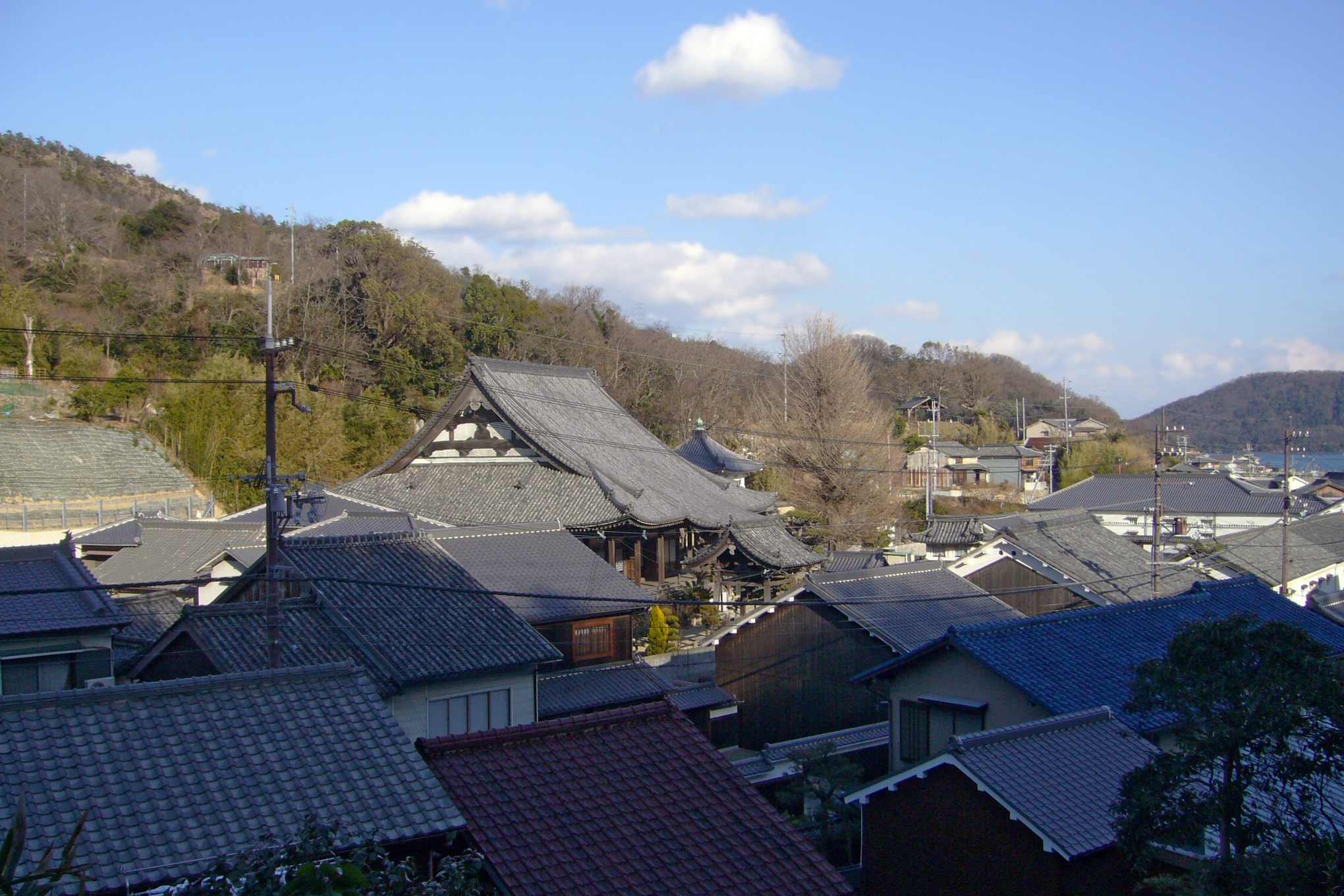
妙道寺周辺
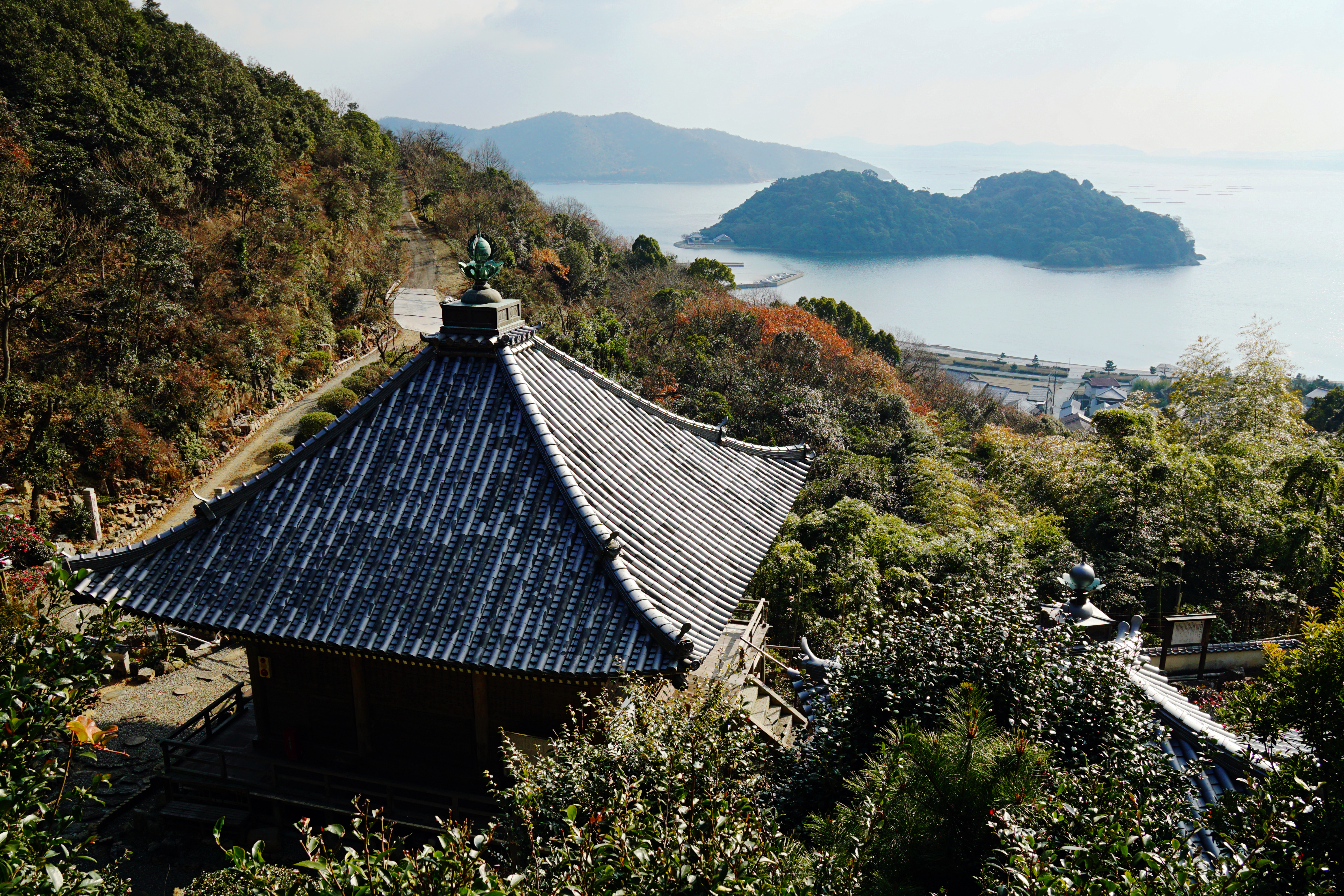
妙見寺と生島
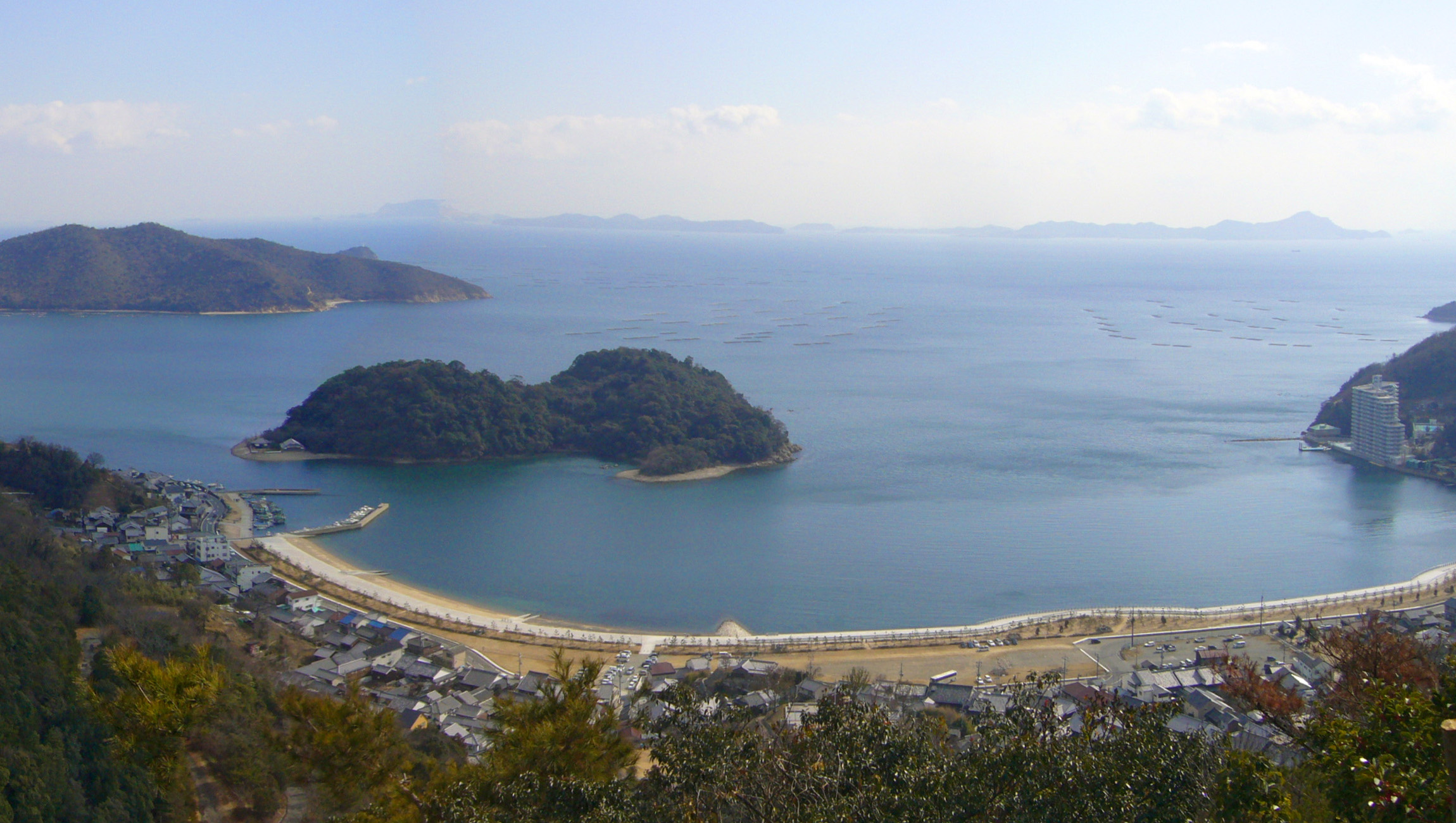
茶臼山城跡より望む坂越浦と生島
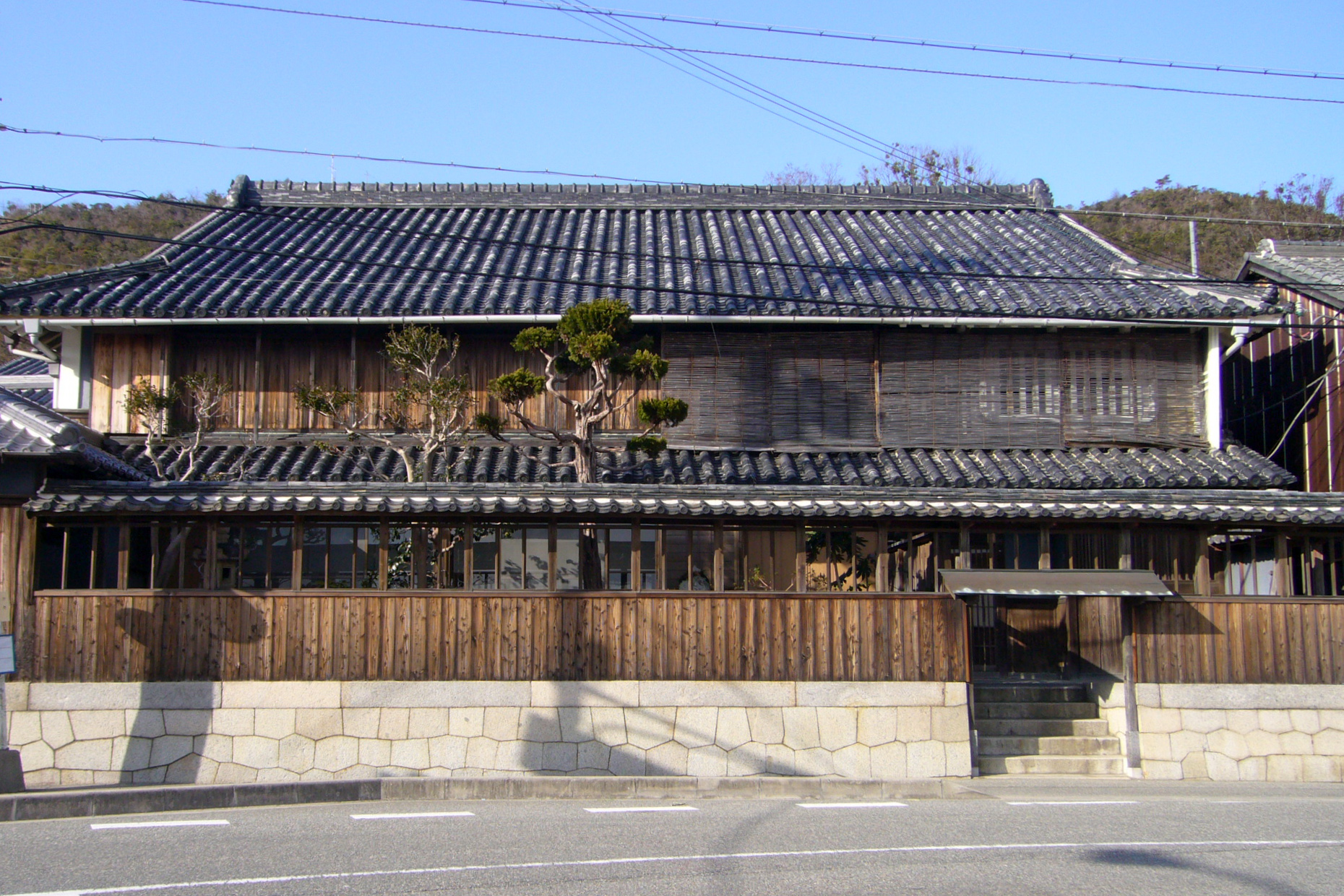
坂越浦に面する民家は高さ約1mの石垣の上に建てられている
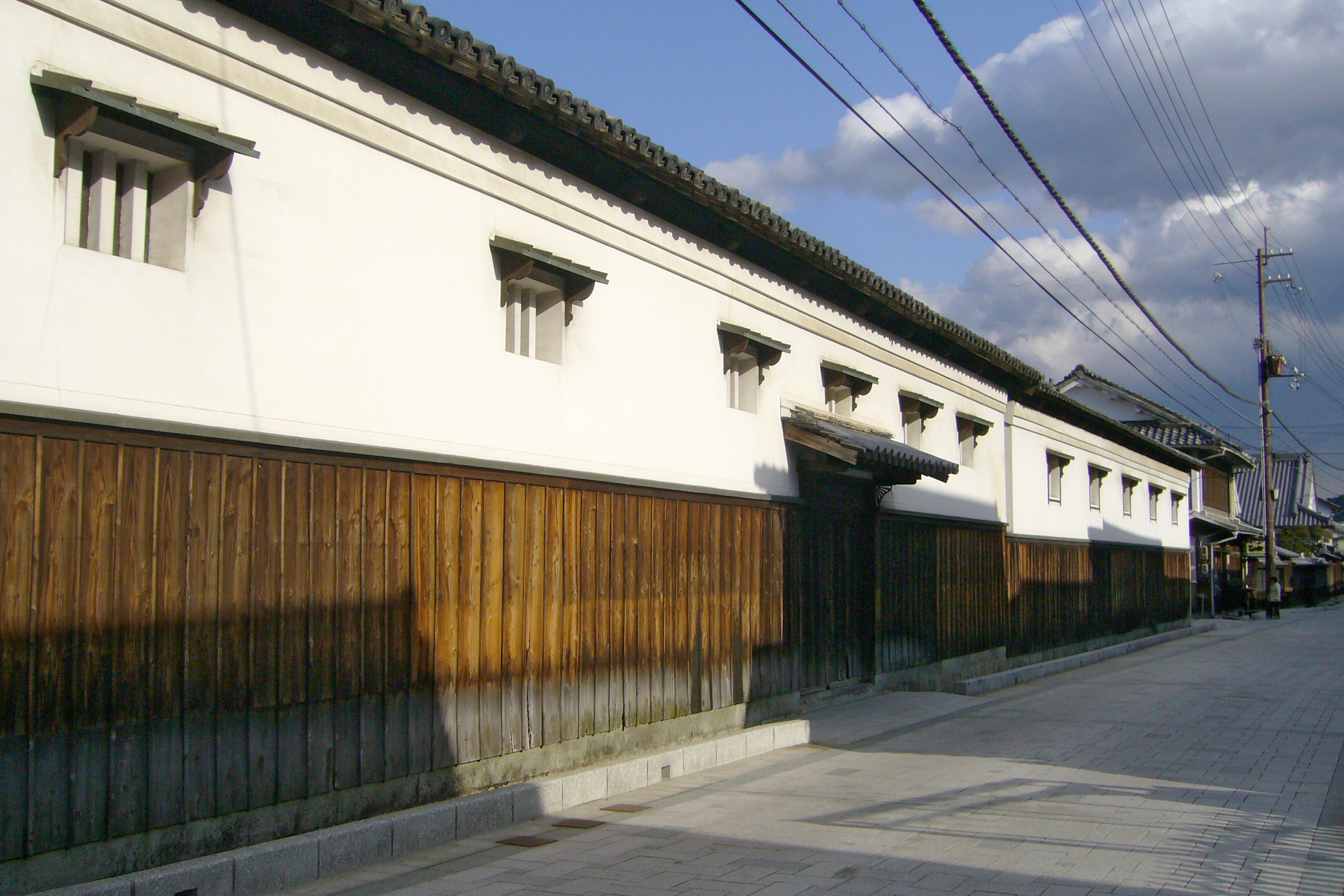
奥藤酒造郷土館
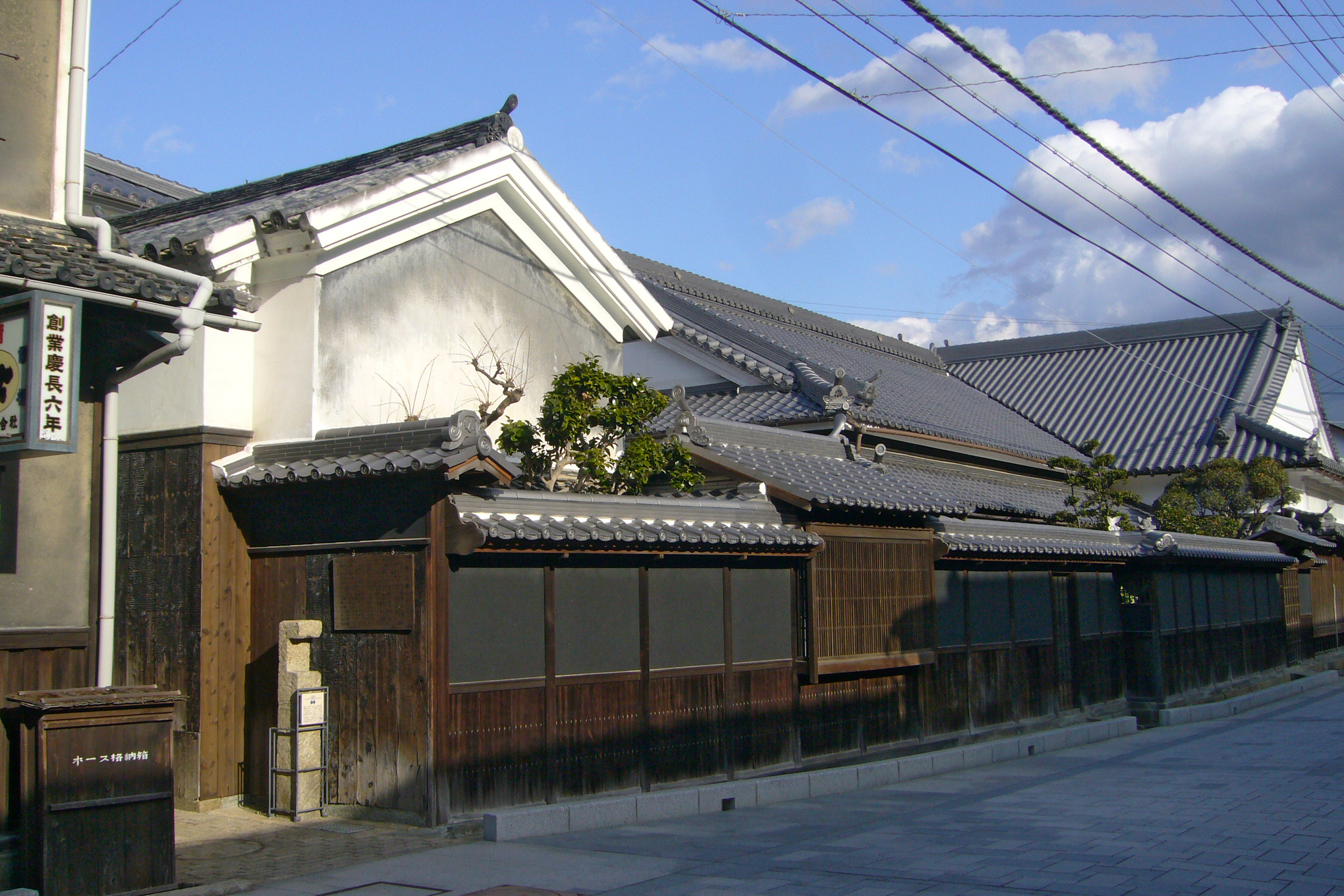
奥藤家住宅
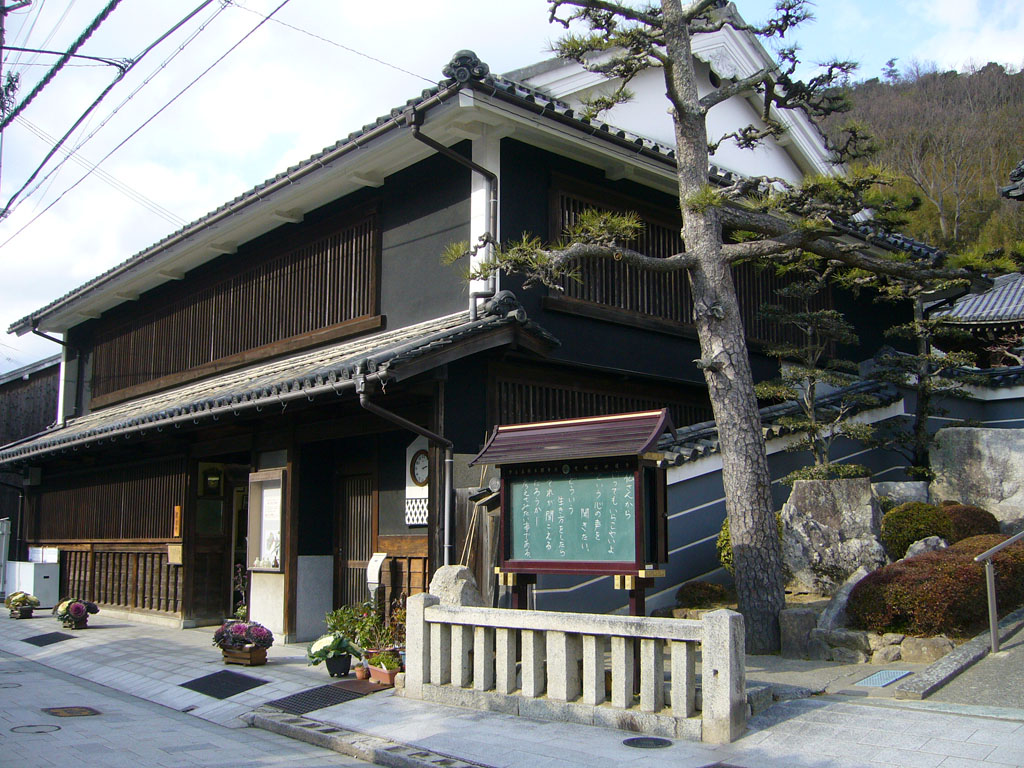
坂越まち並み館
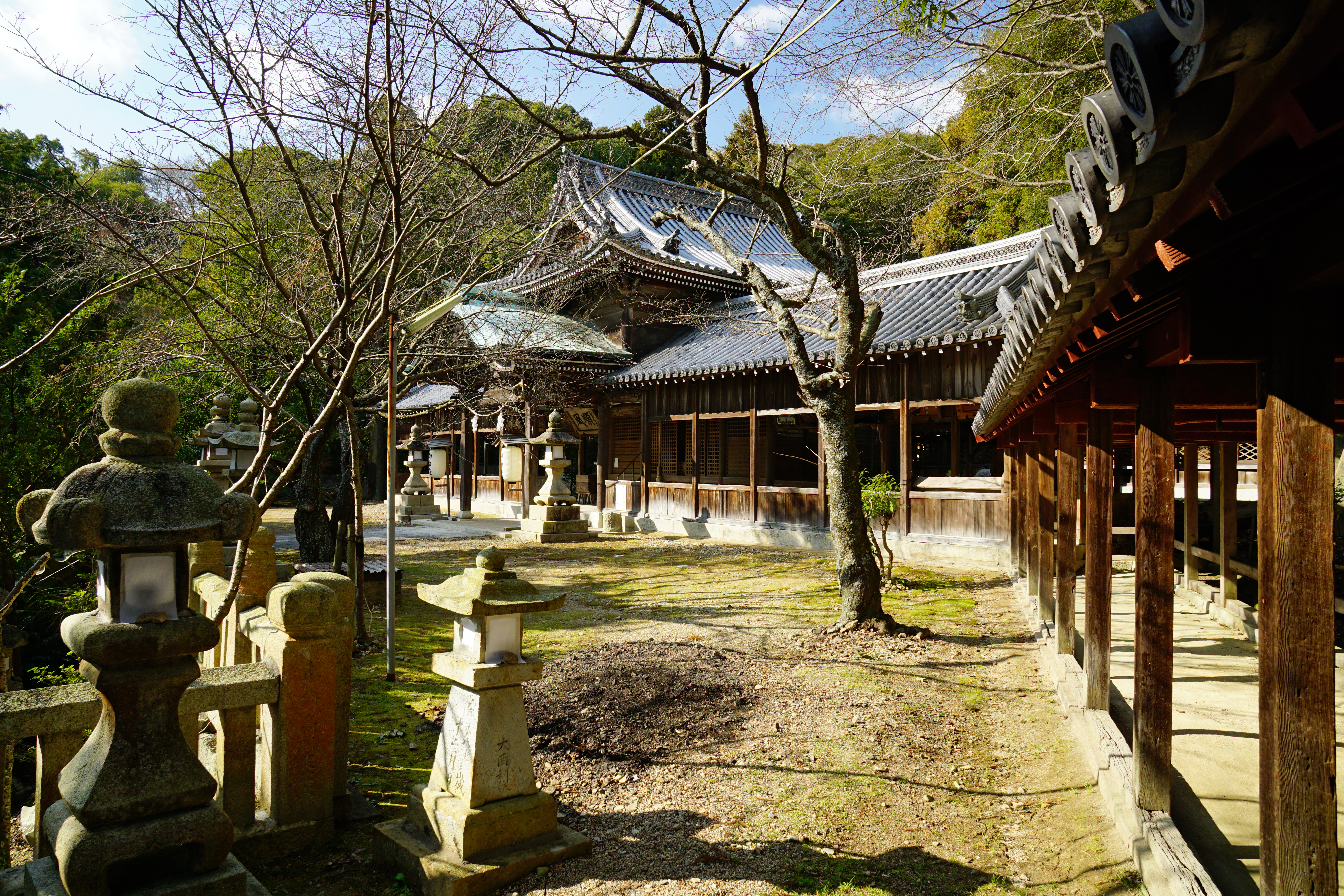
大避神社